# Чапле (Влоцлавський повіт)
Чапле (пол. Czaple) — село в Польщі, у гміні Любень-Куявський Влоцлавського повіту Куявсько-Поморського воєводства.
Населення — 86 осіб (2011).
У 1975-1998 роках село належало до Влоцлавського воєводства.

## Демографія
Демографічна структура станом на 31 березня 2011 року:
|          | Загалом | Допрацездатний вік | Працездатний вік | Постпрацездатний вік |
| -------- | ------- | ------------------ | ---------------- | -------------------- |
| Чоловіки | 41      | 7                  | 28               | 6                    |
| Жінки    | 45      | 13                 | 19               | 13                   |
| Разом    | 86      | 20                 | 47               | 19                   |